# Kirche Hl. Apostel Peter und Paul (Kakanj)

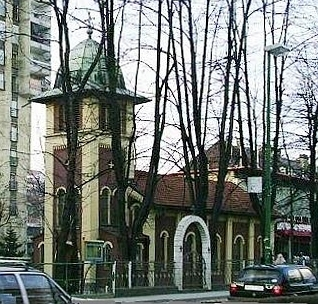
St.-Peter-und-Paul-Kirche in Kakanj

Die Kirche Hl. Apostel Peter und Paul (serbokroatisch: Црква Светих апостола Петра и Павла / Crkva Svetih apostola Petra i Pavla) ist eine serbisch-orthodoxe Kirche in der Zentralbosnischen Stadt Kakanj.
Die den heiligen Aposteln Peter und Paul gewidmete Kirche, wurde von 1925 bis 1927 erbaut. Die Kirche gehört zur Metropolie von Dabrobosnien der Serbisch-orthodoxen Kirche.

## Lage
Die Peter-und-Paul-Kirche steht in der Straße, Ulica Alije Izetbegovića (benannt nach dem ersten bosnischen Präsidenten Alija Izetbegović) im Stadtzentrum. Die Kirche steht nicht weit entfernt vom Fluss Zgošća, die in Kakanj in den Fluss Bosna mündet.

## Geschichte
Die Kirche Hl. Apostel Peter und Paul in Kakanj wurde von 1925 bis 1927 erbaut. Sie wurde mit Spenden der orthodoxen Gläubigen der Stadt und dem Fleiß des damaligen Priesters Sava Ristić erbaut. Geweiht wurde die Kirche 1927 vom damaligen Metropoliten Petar (Zimonjić) von Dabrobosnien.
Metropolit Petar Zimonjić wurde während des Zweiten Weltkriegs von Angehörigen der Ustaša ermordet. 1998 wurde er vom Heiligen Synod der Serbisch-orthodoxen Kirche, als Hl. Priestermärtyrer Petar Mitropolit Dabrobosanski zu einem Heiligen der Serbisch-orthodoxen Kirche erklärt.
Nach Sava Ristić war Vojislav Mijatović von 1928 bis 1941 Priester der Kirche. Im Zweiten Weltkrieg wurde die Kirche, von der deutschen Wehrmacht geschlossen, sowie demoliert und schwerst beschädigt. 1945, nach dem Ende des Krieges, kam Priester Sava Ristić aus Serbien zurück und blieb Priester der Pfarrei bis 1952. Zu dieser Zeit wurde das Gotteshaus nach den Zerstörungen im Krieg renoviert. Dies sollte die einzige größere Umbauung der Kirche, nach ihrer Erbauung bleiben.
Nach ihm dienten in der Pfarrei von Kakanj die Priester Miloš T. Minić von 1953 bis 1955, Tomo Vukasović von 1955 bis 1973, Vojislav Čarkić von 1973 bis 1974 und Ljubomir Đureinović von 1974 bis 1992.
Im Bosnienkrieg, der von 1992 bis 1995 dauerte, war Kakanj nicht von Zerstörungen betroffen, sodass es keine Beschädigungen der Kirche gab. Während aber zu der Zeit regelmäßig Gottesdienste in der Römisch-katholischen Kirche stattfanden, war die Serbisch-orthodoxe Kirche bis 1996 geschlossen worden. Denn die gesamte serbische Bevölkerung der Opština Kakanj (Gemeinde Kakanj), war im Krieg aus der Gemeinde entweder geflohen oder vertrieben worden. Mit der Rückkehr der serbischen Bevölkerung in die Gemeinde, wurde auch die Kirche wieder geöffnet.
Seit 1999 ist Boris Banduka Priester der Pfarrei Kakanj und der Kirche Hl. Apostel Peter und Paul, zuerst nur gelegentlich und ab 2001 dauerhaft. Er war auch Priester in der Serbisch-orthodoxen Kirche Hl. Großmärtyrer Prokopios in Breza von 1999 bis 2001.

## Architektur
Die Peter-und-Paul-Kirche ist eine einschiffige Kirche, mit einer Altar-Apsis im Osten und einem kleinen Kirchturm im Westen. Auffällig ist die dunkelrot-gelbe Fassade. Die Kirche besitzt für orthodoxe Kirchen typisch, eine Ikonostase mit Ikonen.